# Würzburger Dolmetscherschule

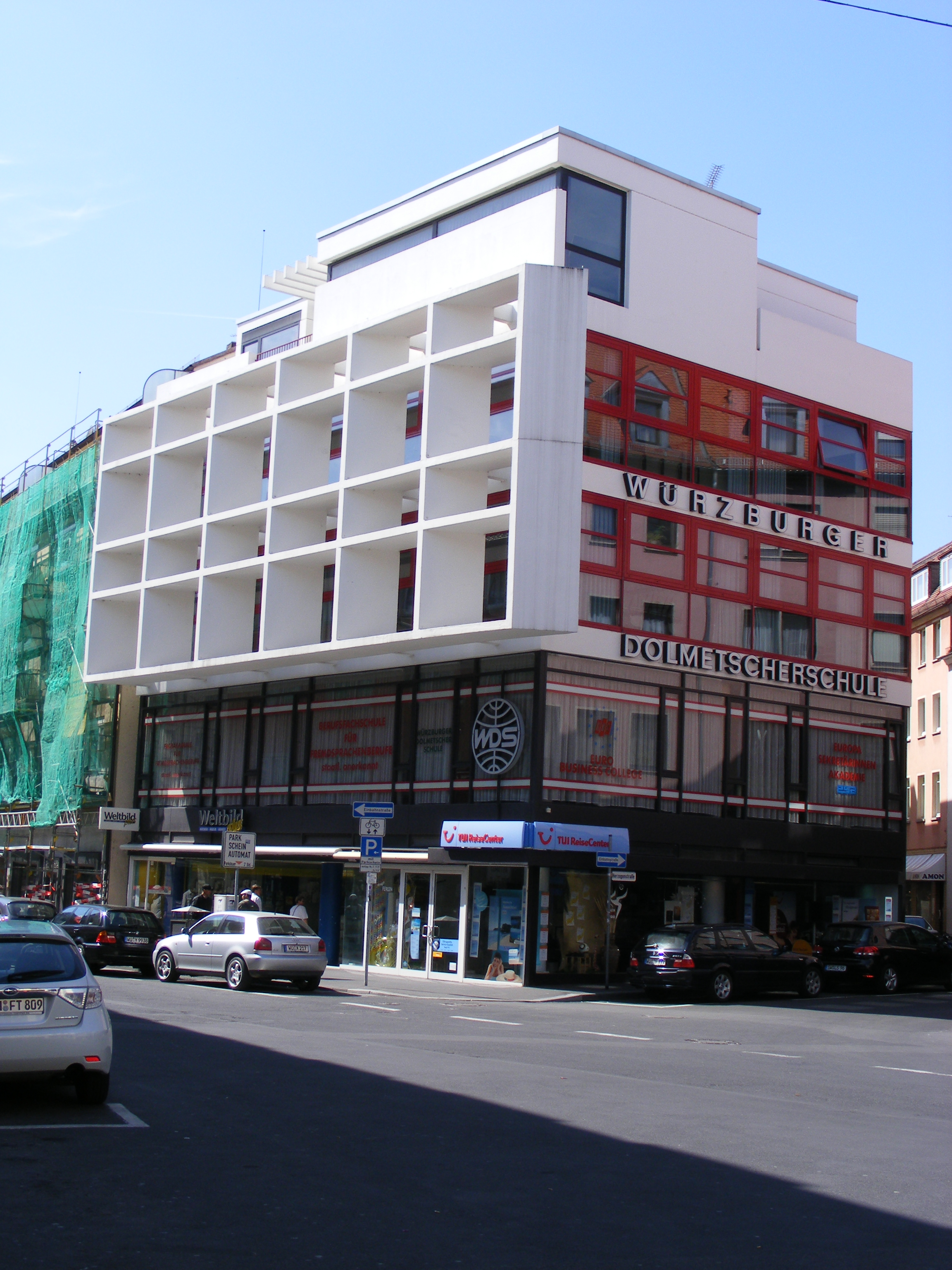
Würzburger Dolmetscherschule WDS am alten Standort im Bata-Haus, 1971–2011

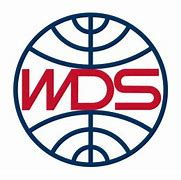
Logo WDS

Die Würzburger Dolmetscherschule (WDS) ist eine private, staatlich anerkannte Fachakademie und Berufsfachschule für Dolmetscher, Übersetzer und Fremdsprachenkorrespondenten sowie eine Berufsfachschule für Europasekretärinnen in Würzburg. Sie verfügt weiterhin über eine Abendakademie für Fremdsprachen- und Firmentrainings sowie ein Seminarzentrum für Managementassistenten.
Die Schule hat heute etwa 350 Schüler und Studenten in Vollzeitausbildung sowie einen Dozentenstamm von etwa 50 muttersprachlichen und deutschen, staatlich genehmigten Lehrkräften. Sie gehört zur ESO Education Group, welche einer der größten Zusammenschlüsse privater Bildungsträger darstellt.

## Ausbildung
Das Ausbildungsangebot wendet sich an Schüler mit mittlerer Reife sowie an Abiturienten. Für Abiturienten stehen drei Ausbildungen zur Verfügung:
- staatlich geprüfter Übersetzer bzw. staatlich geprüfter Übersetzer/Dolmetscher – Dauer: 2 bis 3 Jahre
- staatlich geprüfter Fremdsprachenkorrespondent – verkürzte Dauer: 1 Jahr
- International Diploma in Administration (oder Marketing) Management (Europasekretär ESA) – Dauer 2 Jahre

Für Schüler mit mittlerer Reife werden folgende Ausbildungen angeboten:
- staatlich geprüfter Fremdsprachenkorrespondent – Dauer: 2 Jahre
- staatlich geprüfter Eurokorrespondent – Dauer: 1 Jahr

Zahlreiche Ausbildungsgänge können in einem Modulsystem miteinander verknüpft werden und münden in unterschiedlichen Bachelor- und/oder Masterstudiengängen im In- und Ausland (Doppelabschlüsse).

## Vorgeschichte und Grundlagen
Bis 1933 gab es in Würzburg keine Fremdsprachenschule, sondern nur unabhängige Dozenten mit Privatunterricht. Erst 1933 ließen sich die Vereinigten Sprachenschulen Deutschlands („Bénédict-Sprachschulen“), die 1928 in Lausanne gegründet worden waren und mit ihrem Franchise-Konzept der „direkten Methode“ rasch in zahlreichen deutschen Großstädten vertreten waren, auch in Würzburg nieder und institutionalisierten hier einen modernen, wirtschaftsbezogenen Fremdsprachenunterricht (Handelskorrespondenz). Nach dem Ende des Zweiten Weltkriegs stieg der Bedarf an Fremdsprachen durch die Anwesenheit amerikanischer Truppen erneut stark an. Zudem hatten die Nürnberger Prozesse 1945–1949 das neue Simultandolmetschen ins Bewusstsein einer breiten Öffentlichkeit gebracht und eine entsprechende Nachfrage erzeugt. Zur Qualitätssicherung wurde 1952 die Staatliche Prüfung für Übersetzer und Dolmetscher in Bayern eingeführt und der neue Standesverband Deutscher Dolmetscher Bund (DDB, ab 1955 BDÜ) in München gegründet, so dass der 30-jährige Prozess der Konsolidierung eines modernen Fremdsprachenberufs zum Abschluss kam und Voraussetzung für private Neugründungen von Dolmetscherschulen wurde.

## Geschichte der Schule in der Schönbornstraße 5 / Barbarossaplatz
Die Uehlein-Dolmetscherschule in Würzburg wurde von dem Übersetzer und Dolmetscher O. K. Uehlein 1954 gegründet, der anfangs Dolmetscher- und Übersetzernachwuchs für sein eigenes Übersetzerbüro heranbilden wollte und daher seine Schule bereits bundesweit bewarb. Ab 1964 firmierte die Schule bereits unter dem offiziellen Namen „Würzburger Dolmetscherschule“. Der Standort dieser Würzburger Dolmetscherschule, die bereits den Status einer staatlich genehmigten Ersatzschule hatte, war in der Schönbornstraße 5 (Verwaltung) und am Barbarossaplatz / Ecke Haugerpfarrgasse (Schulung) in Würzburg. Die Würzburger Dolmetscherschule bot neben der Sprachenausbildung ab Mitte der 1960er Jahre auch ein ergänzendes naturwissenschaftliches (medizinisch-technische, biologisch-technische und chemisch-technische Assistenten) und ein betriebswirtschaftlich-kaufmännisches Ausbildungsprofil (Wirtschaftsassistenten) an. Auf der Basis dieses Fach-Knowhows entwickelten sich in den 1970er Jahren die naturwissenschaftlichen und wirtschaftlichen Fachsprachenschwerpunkte in der Übersetzer- und Dolmetscherausbildung der Würzburger Dolmetscherschule.
Die Breitfeld-Sprachenschule (Leitung: Betsy Breitfeld, ab 1962 Irene Steidle und Frau von Rossen), die vermutlich eine personelle Fortsetzung des Bénédict-Standorts der „Vereinigten Sprachenschulen“ in Würzburg seit 1933 war, wurde bereits 1950 kurz nach der Währungsreform in Würzburg (neu) gegründet und bot in den 1960er Jahren gemäß eigenen Anzeigen bis zu 14 verschiedene Sprachen für Interessenten im Raum Würzburg an. Sie verfügte über das Wissen um einen systematischen Fremdsprachenunterricht auf Anfängerniveau, wobei damals der Übersetzungsunterricht ein zentraler Bestandteil auch des Fremdsprachenunterrichts in modernen, lebenden Fremdsprachen war. Erst seit den 1970er Jahren wurden dann Übersetzungsübungen zugunsten kommunikativer Kompetenz aus der Didaktik moderner Fremdsprachen ausgegliedert.
Beide Schulen hatten also in der fachsprachlichen und der allgemeinsprachlichen Übersetzungsdidaktik eine gemeinsame Basis für ihren Fremdsprachenunterricht. 1970 wurde die Würzburger Dolmetscherschule von Pierre Semidei (1940–2009), einem französischen Übersetzer und Sprachdozent, übernommen. 1971 machte er auch der Breitfeld-Fremdsprachenschule das Angebot einer Übernahme und Fusion. Irene Steidle als bisherige Teilhaberin der Breitfeldschule wurde neben dem Geschäftsführer Pierre Semidei neue Schulleiterin der „Vereinigten Würzburger Dolmetscherschulen“, die nun an drei verschiedenen Standorten in Würzburg präsent war.

## Geschichte der Schule in der Herzogenstraße 8
Im Spätherbst 1971 konnten mit dem Bezug des neuen Schulungsstandorts in der Herzogenstraße 8 die drei bisherigen Standorte (Haugerpfarrgasse, Schönbornstraße, Theaterstraße) zusammengeführt werden. Der neue Geschäftsführer der WDS, Pierre Semidei (1940–2009), hatte bereits die „Euro-Sprachenschulen“ 1966 in Aschaffenburg sowie 1969 in Bamberg gegründet. Es entstand damit ein kleiner nordbayerischer Schulenverbund, der sich später zur Keimzelle eines der größten privaten Bildungsträger in Deutschland entwickelte (Euro-Schulen-Organisation).
Entstanden ist die heutige „Würzburger Dolmetscherschule“ 1971 als „Vereinigte Würzburger Dolmetscherschulen Uehlein-Breitfeld“ durch die Zusammenführung der breiten allgemeinsprachlichen und fachsprachlichen Kompetenzen beider Sprachenschulen in Würzburg auf Initiative von Pierre Semidei. Durch diese Fusion konnte sich die Würzburger Dolmetscherschule im Verlauf der folgenden Jahrzehnte zu einem „Kompetenzzentrum“ für Fremdsprachenberufe in Unterfranken und bundesweit entwickeln. Die Schülerzahl stieg bereits kurz nach der Gründung von 280 (1971) auf über 400 (1972) Schüler an. Damit war die WDS (nach der Hamburger Fremdsprachen- und Wirtschaftsschule) zur zweitgrößten privaten Sprachenschule in der Bundesrepublik geworden. Über 1000 Ehemalige aus 4 Jahrzehnten stehen heute mit der WDS in Kontakt und garantieren eine enge Verbindung von Theorie und Praxis beruflicher Ausbildung.
Erste Schulleiterin der „Vereinigten Würzburger Dolmetscherschulen“ wurde von 1971 bis 1987 Irene Steidle, die vor der Fusion als Teilhaberin die Breitfeld-Sprachenschule geführt hatte. Unter der Geschäftsführung von Pierre Semidei erhielt die WDS rasch die staatliche Anerkennung als Berufsfachschule (1. April 1973) und Fachakademie (1. August 1977) für Fremdsprachenberufe und konnte bis hin zur maßgeblichen Mitgestaltung der entsprechenden Lehrpläne (1996–1997 Berufsfachschule, 2000–2002 Fachakademie) am Ausbau des bayerischen Schulwesens mitwirken. Zugleich wurde die WDS Prüfungszentrum für die Handelskammern in Paris, London und Madrid. 1990 wurde die WDS in eine gemeinnützige GmbH überführt. Die betriebswirtschaftlich-kaufmännischen Wurzeln der „WDS“ werden seit Anfang der 1970er Jahre im Rahmen der Ausbildung zum zwei- und dreisprachigen Europasekretär (ESA) bis heute fortgeführt. Zur Würzburger Dolmetscherschule gehörte 1972–1993 auch ein angeschlossenes Mädchen-Internat in der Eichhornstraße 6, von 1994 bis 2005 ein Appartement-Wohnheim in der Schiestlstraße 13/I.
Die Würzburger Dolmetscherschule setzte von Beginn an auf moderne Didaktik und hochwertige Technik in der Fremdsprachenausbildung. Zeitgenössische Prospekte betonen – neben dem Muttersprachlerprinzip – nicht nur den umfassenden Einsatz von Landkarten, Dias, Schallplatten und Tonbandgeräten. Auch das damals übliche Maschinenschreiben mit Kurzschrift wurde nach der in den 1970er Jahren hochmodernen Methode des vollprogrammierten Unterrichts vermittelt. Diese Offenheit für moderne Didaktik und hochwertige Technik im Fremdsprachenunterricht ist bis heute ein Unternehmensmerkmal der WDS geblieben.

## Standortarchitektur
Von 1971 bis 2011 befand sich die Dolmetscherschule in einem markanten, heute denkmalgeschützten Glasbeton-Gebäude aus dem Jahre 1970–71 in der Herzogenstraße 8 in der Würzburger Innenstadt, das auch unter dem Namen Bata-Haus bekannt ist. Das bekannte Architektenehepaar Walther und Beatriz Betz aus München, die seit 1965 auch in Würzburg tätig waren und hier Wohnhäuser, Schulen und Universitätsgebäude (Lesesaal der Naturwissenschaften) entwarfen, zeichneten für den Bau des Gebäudes verantwortlich. Bauherr war die Alte Leipziger Versicherungsgesellschaft. Das Gebäude wurde in der letzten vorhandenen Baulücke in der Herzogenstraße 8 / Eichhornstraße errichtet, da die weitere Umgebung nach dem Zerstörungen des Kriegs bereits vollständig wiederaufgebaut war. Äußerlich zeichnet sich das Gebäude durch eine markante „Brise-Soleil“ aus Sichtbeton sowie große, durchgängige Glasflächen aus. Im Innern ruht das Gebäude auf wenigen Sichtbeton-Säulen, die sich durch alle Etagen ziehen und den äußeren Glas-Metall-Körper tragen. Rechtwinklige Grundrisse im Innern sind eher die Ausnahme. Das Gebäude mit einem Bata-Schuhgeschäft im Erdgeschoss erhielt den Namen „Bata-Haus“ in Anlehnung an die Tradition ähnlich konzipierter Bata-Häuser des tschechischen Schuhmoden-Konzerns – das bekannteste Vorbild steht heute noch in Prag. Ohne Zweifel ist das Gebäude ästhetisch von der Architektur Le Corbusiers inspiriert, aber eine extreme Aufheizung im Sommer konnte auch durch den Brise-Soleil nicht verhindert werden. Unter- und Erdgeschoss waren als Ladenfläche konzipiert, die restlichen Etagen ursprünglich als (teilbare) Wohn- und Büroräume. Gerade der gespürte französische Einfluss und die werbewirksame Auffälligkeit scheinen Pierre Semidei bei der Schulgründung für diese Standortentscheidung mit bewogen zu haben, denn die WDS wurde Erstbezieher in diesem Neubau und passte die Raumaufteilung den damaligen Schulbedürfnissen an. Die Farbgebung sah schwarze und leuchtendrote Metallfenster vor, die mit tiefblauen Vorhängen abgesetzt waren.

## Geschichte der Schule am Paradeplatz 4
Das stete Wachstum der Schule und veränderte technische Rahmenbedingungen der Fremdsprachenausbildung machten einen Standortwechsel dringlich. Seit März 2011 befindet sich die Dolmetscherschule am Paradeplatz 4 (zwischen Residenz und Dom) auf über 2000 m².
Die Scherschule verfolgt gegenwärtig eine Doppelstrategie – Internationalisierung und Bachelorisierung einerseits, Berufsweltbezug andererseits. Dazu gehören seit 2006 die unterstützende Mitwirkung am Aufbau des Fachhochschul-Studiengangs „Fachübersetzer“ (FH Würzburg), die Anbindung an Bachelor-Studiengänge im In- und Ausland (insbesondere in England, USA und Australien), eine moderne technische Infrastruktur (CAT-Terminologiedatenbanken, integrierte Verwaltungsdatenbank, Intranet, MacBook-Klassen mit WLAN, professionelle Software für Werbung und Design) sowie ein stärkerer Berufsweltbezug der Ausbildungen (CareerDays, Förderung von Auslandspraktika, Unterrichtsprojekte in Zusammenarbeit mit Unternehmen und Organisationen, Dolmetschkabinen).
Die Dolmetscherschule versteht sich heute mit ihrem vielfältigen Angebot als ein überregionales Fremdsprachenzentrum mit Schülern und Studierenden aus dem gesamten Bundesgebiet. Die Teilnahme am europäischen Leonardo-Programm (internationaler Schüleraustausch mit Praktika) sowie Pläne für eine Teilnahme am europäischen Erasmus-Programm (internationaler Studentenaustausch) unterstreichen die zunehmende Internationalisierung des Ausbildungsangebots.

## Standortarchitektur
Das Post-, Telegrafen- und Fernmeldeamt, später einfach „Paradepost“ genannt, ist seit 1905 gegenüber der Domrückseite das dominierende Gebäude des Paradeplatzes. Um 1920 ist der Paradeplatz noch von Rosskastanien begrünt, und niedrige Verkaufspavillons beleben die Mitte des Platzes. Um 1928 werden diese Bäume gefällt, der Platz gepflastert und ein Ehrenmal für Gefallene des Ersten Weltkriegs errichtet. 1935 wird zusätzlich eine Fliegerbombe auf einem Sockel mit der Inschrift „Luftschutz tut not“ errichtet, und vor Kriegsende wurde ein großer Löschwasserteich zum weiteren gestalterischen Element des Paradeplatzes. 2005 schließlich erhält der Paradeplatz wiederum ein Denkmal – das Mahnmal für die deportierten Sinti und Roma. Heute greift der Paradeplatz mit seinem alten Kopfsteinpflaster und den begrünten Baumbeständen wieder Akzente aus der Ära um 1928 auf. Durch die räumliche Nähe von Hochschule für Musik, Fakultäten der Universität Würzburg, Würzburger Dolmetscherschule, Grundschule und kirchlichen Einrichtungen der Dom-Schule entsteht am Paradeplatz erneut ein geistiges Zentrum zwischen Dom und Residenz.
Um 1955 wird das gesamte Ensemble am Paradeplatz nach den Zerstörungen vom März 1945 durch moderne Funktionsbauten (AOK-Gebäude, Mozart-Gymnasium, Paradepost) wiederaufgebaut. Für die neue „Paradepost“ werden Teile der alten Arkadengänge aus dem frühen 20. Jahrhundert restauriert, aber mit einem modernen fünfgeschossigen Verwaltungsbau anstelle der zerstörten Bausubstanz kombiniert. Gerade dieses öffentliche, repräsentative Gebäude der „Paradepost“ zieht sofort bekannte Künstler an. Die Bildhauer Fried Heuler („Postreiter“, um 1956), Julius Bausenwein („Taubenbrunnen“) und Lothar Forster (Skulptur „Kommunikation“, 1987.) verewigen sich am Gebäude der Paradepost. Das Grundthema „Kommunikation“, anfangs durch Post und Telekommunikation symbolisiert, wird nach dem Einzug der Würzburger Dolmetscherschule inhaltlich neu interpretiert. Im gesamten Schulbereich der Würzburger Dolmetscherschule finden sich Wandzitate zu Sprachphilosophie und Übersetzen/Dolmetschen in vier Sprachen, die das Grundthema „Kommunikation“ des Gebäudes in neuer Interpretation wieder aufgreifen.

## Gründungsmitglied TRANSFORUM
Die Würzburger Dolmetscherschule ist Gründungsmitglied des heutigen TRANSFORUM, das 1981–1983 als „Schwerter Kreis“ im BDÜ zur Verbesserung der Zusammenarbeit von Praxis und Lehre bei Übersetzern und Dolmetschern gegründet wurde. Der damalige BDÜ-Präsident Hans-Thomas Schwarz berief Frau Dr. Irene Steidle, Schulleiterin der Würzburger Dolmetscherschule (neben dem SDI München und 5 westdeutschen Hochschulen mit Übersetzerausbildung) persönlich in den Koordinierungsausschuss. Hieraus entstand das heutige TRANSFORUM. Mittlerweile ist die Würzburger Dolmetscherschule in zahlreichen anderen nationalen und internationalen Gremien vertreten.

## Leitung
- Irene Steidle (1971–1987)[7]
- Harms Kaufmann (1987–1992)
- Klaus Götze (1992–1995)
- Annette Sommer (1995–2010)
- Jürgen Gude (2009–2024)
- Simone Scharrer (2024–heute)